# Tirpitz (thiết giáp hạm Đức)
Tirpitz là tàu chiến thứ hai của lớp thiết giáp hạm Bismarck được đóng cho Hải quân Đức trong Chiến tranh Thế giới thứ hai. Nó được đặt tên theo đô đốc Alfred von Tirpitz, kiến trúc sư của Hải quân Đế chế Đức. Được đặt lườn tại tại Kriegsmarinewerft, Wilhelmshaven vào tháng 11 năm 1936 và được hạ thủy vào tháng 4 năm 1939. Nó bắt đầu hoạt động vào tháng 2 năm 1941. Giống như người chị em của mình, thiết giáp hạm Bismarck, Tirpitz được trang bị tám hải pháo SK C/34 cỡ nòng 38 cm (15 inch). Về sau, nó được đại tu hệ thống phòng không (thay các pháo phòng không SK C/30 cỡ nòng 37mm nạp đạn bằng tay sang các ụ pháo tự động Flakvierling 38 (chúng gồm 4 khẩu pháo tự động Flak 38 cỡ nòng 20mm ghép lại với nhau), mặc dù tầm bắn của các ụ Flakvierling 38 kém hơn SK C/30) và lắp thêm 8 ống phóng ngư lôi dùng loại ngư lôi G7a cỡ 21 inch (533mm), mặc dù dàn pháo chính của Tirpitz cũng đã đủ khiến cho các tàu Anh ngán ngẩm khi phải đối phó với nó.
Sau khi hoàn thành thử nghiệm trên biển vào đầu năm 1941, Tirpitz phục vụ như là một soái hạm của Hạm đội Baltic Đức, được dự định để ngăn chặn Hạm đội Baltic của Liên Xô. Vào đầu năm 1942 con tàu khởi hành đi Na Uy để hành động răn đe với quân Đồng Minh. Trong khi đóng tại Na Uy, Tirpitz cũng có thể dùng để ngăn chặn các đoàn tàu Liên Xô, nhưng cả hai sứ mệnh trên không hề được thực hiện. Tirpitz bị 32 chiếc máy bay ném bom hạng nặng Avro Lancaster tấn công bằng 29 quả bom Tallboy (mỗi quả nặng 5,4 tấn) trong chiến dịch Catechism (Operation Catechism) diễn ra vào ngày 12 tháng 11 năm 1944. Tirpitz bị trúng trực diện 2 quả Tallboy nhưng một quả không phát nổ và 1 quả khác suýt rơi trượt khỏi tàu. Vào lúc 9h58' sáng ngày hôm đó, một tiếng nổ lớn vang lên từ tháp pháo Caesar của con tàu. Phần mái bảo vệ và ray quay của tháp pháo này bị hất tung lên trên không. 971 thủy thủ Đức thiệt mạng, bao gồm cả thuyền trưởng Robert Weber. Xác tàu của Tirpitz được vớt lên và đem rã thành từng phần để bán sắt vụn sau cuộc chiến.

## Thiết kế và chế tạo

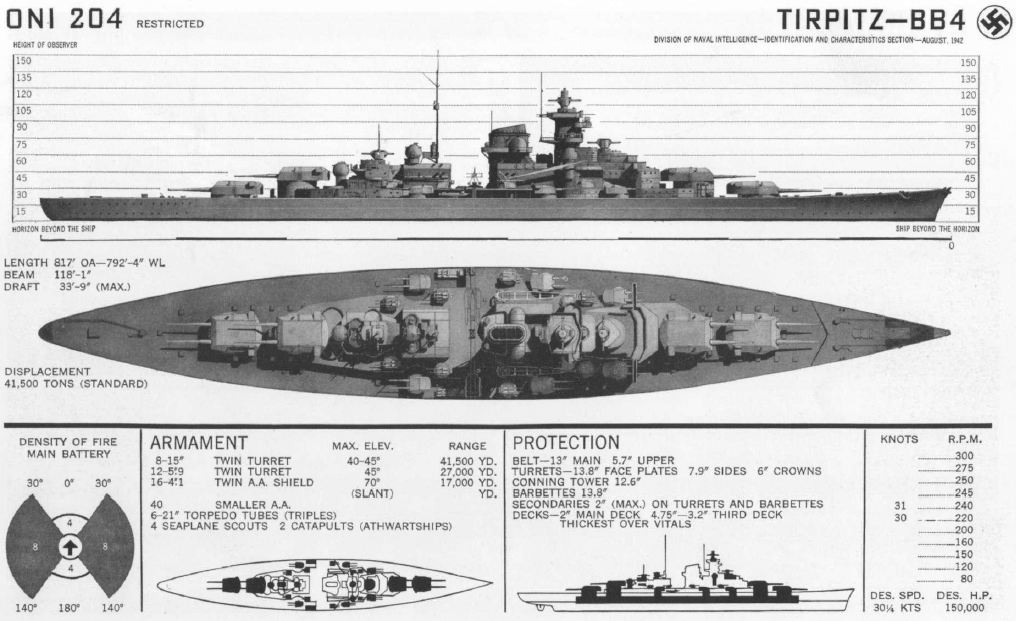
Sơ đồ chiếc Tirpitz

Tirpitz được coi là thế phẩm của Schleswig-Holstein, như là một sự thay thế cho chiếc Dreadnought trước đó, với một Hợp đồng tên là "G". Kriegsmarinewerft ở Wilhelmshaven đã được trao hợp đồng, nơi lườn tàu được đặt ngày 20 tháng 10 năm 1936, nó ra mắt vào ngày 1 tháng 4 năm 1939, trong buổi lễ ra mắt, nó được con gái của Đô đốc Alfred von Tirpitz đặt tên theo tên cha mình. Adolf von Trotha, một đô đốc cũ của Hải quân Đế chế đã nhận lời mời của Adolf Hitler đến dự buổi ra mắt của con tàu. Máy bay ném bom Anh liên tục không kích vào các cảng Đức, và lại không hề không kích  Tirpitz, nhưng các cuộc tấn công vào các công trình xây dựng lại diễn ra chậm. Tirpitz được đưa vào đội tàu để thực hiện cuộc thử nghiệm ngày 25 tháng 2, được tiến hành ở biển Baltic.
Trọng tải choán nước tiêu chuẩn của Tirpitz là 42.900 t (42.200 tấn Anh) và 52.600 t (51.800 tấn Anh) khi đầy tải, với chiều dài 251 m (823 ft 6 in), bề ngang là 36 m (118 ft 1 in)  được trang bị ba tuabin hơi nước, với tổng cộng 163.026 mã lực càng (121.568 kW) và với một tốc độ tối đa 30,8 kn (57,0 km/h; 35,4 mph) tại các lần thử nghiệm tốc độ . Số thủy thủ đoàn tiêu chuẩn của Tirpitz là 103 sĩ quan và 1.962 lính nhập ngũ, mặc dù trong chiến tranh con số này này đã tăng lên đến 108 và 2.500 người.

## Trích dẫn
1. 1 2 3  Gröner, p. 33
2. 1 2 3  Gröner, p. 35
3. 1 2  Williamson, p. 35
4. ↑  Hildebrand, Röhr and Steinmetz, p. 239
5. ↑  Koop & Schmolke, p. 18